# Округ Хидалго (Њу Мексико)
Хидалго (енгл. Hidalgo County) је округ у америчкој савезној држави Њу Мексико.

## Демографија
По попису из 2010. године број становника је 4.894, што је 1.038 (-17,5%) становника мање него 2000. године.
| Група             | 2000.         | 2010.         |
| Белци             | 2.532 (42,7%) | 2.025 (41,4%) |
| Афроамериканци    | 24 (0,4%)     | 29 (0,6%)     |
| Азијати           | 19 (0,3%)     | 23 (0,5%)     |
| Хиспаноамериканци | 3.324 (56,0%) | 2.769 (56,6%) |
| Укупно            | 5.932         | 4.894         |